# A Spaniard in the Works
 (mai 2019).
Si vous disposez d'ouvrages ou d'articles de référence ou si vous connaissez des sites web de qualité traitant du thème abordé ici, merci de compléter l'article en donnant les références utiles à sa vérifiabilité et en les liant à la section « Notes et références ».
A Spaniard in the Works est le deuxième livre écrit par John Lennon. Il s'agit d'un recueil de nouvelles, de poèmes et de dessins publié en 1965. 

## Parution
A Spaniard in the Works fait suite à In His Own Write publié l'année précédente. Contrairement à ce dernier, devenu En flagrant délire, il n'a jamais fait l'objet d'une traduction en tant qu'ouvrage isolé. La première traduction française est en effet publiée en 2004, conjointement au premier volume, sous le titre Un glaçon dans le vent, faisant référence à la version française du film A Hard Day's Night des Beatles, « Quatre garçons dans le vent ».
Le titre originel est une paronymie qui met en jeu les mots « spanner » (une clé dans l'anglais britannique) et « spaniard » (un espagnol). L'expression « Throw a spanner in the work » (Lancer une clé dans le mécanisme) signifie introduire un obstacle dans une situation; l'équivalent de « Mettre des bâtons dans les roues ». Lennon, avec son humour habituel, suggère donc de lancer un Espagnol dans le mécanisme.
Quelques passages de ce livre figurent dans la pièce de théâtre The Lennon Play: In His Own Write mise en scène en juin 1968 au Old Vic Theatre.

## Clin d’œil
Dans une scène du film Help!, Lennon accède à un compartiment caché de sa bibliothèque, y prend un livre de grand format, duquel il sort une copie de son livre. Il embrasse alors le livre à trois reprises, avant de s'installer pour le lire.